# Richter (Montpellier)
Pour les articles homonymes, voir Richter.
Richter est un sous-quartier du quartier de Port Marianne de la ville de Montpellier (Hérault). Il est situé dans le Sud-Est de la commune, en bordure de la rive gauche du Lez. Historiquement, il a été le site du stade de football Richter, transformé en espace de spectacles en plein air, avant de devenir un îlot au sein du développement des quartiers dont le campus de Richter en est son unité représentative. Richter se trouve dans le canton de Montpellier-3 (auparavant dans le canton de Montpellier-4).

## Historique
Le nom du quartier vient du nom des anciens propriétaires des terrains, les Richter, qui exploitaient une pépinière. Les pépinières disparaissant (quelques années après la Seconde Guerre mondiale), le site reste alors inutilisé.

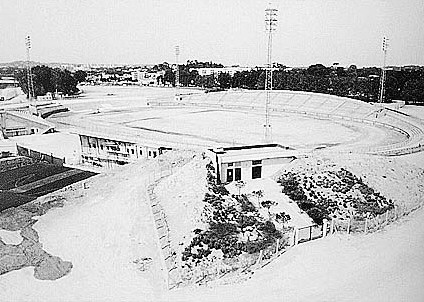
Le Stade Richter au début des années 1970.

En 1967, la municipalité de la ville, dont François Delmas en est le maire, achète les terrains et entreprend la construction d'un nouveau stade de football en remplacement du Parc des Sports de l'avenue Pont Juvénal dont l'emplacement est destiné à la construction de logements (actuel quartier du Nouveau-Monde). Autour du stade sont prévus également des terrains annexes et des courts de tennis. Ce stade est inauguré en 1968 mais ne fut jamais totalement terminé et sa fonction initiale disparaît avec l'équipe de football. Le club de football de Montpellier étant devenu La Paillade, vers le milieu des années 1980, la municipalité de Georges Frêche entreprend la transformation du site en espace de spectacles. Plusieurs groupes et chanteurs de renommée mondiale y effectuent leurs concerts, tels que : Bruce Springsteen, le 27 juin 1985, où 45 000 personnes viennent l'applaudir, U2, UB40, The Pretenders et Big Audio Dynamite, le 18 juillet 1987,,, Pink Floyd, le 24 juillet 1988, et Michael Jackson, le 12 août 1988, pour la tournée Bad World Tour avec 35 000 spectateurs.
Un marché aux puces vient ensuite s'y installer, puis des marchands de fleurs et des terrains de pétanque.
Au début des années 1990, l'espace Grammont remplace l'espace Richter pour les grandes manifestations et une nouvelle affectation du site est opérée.

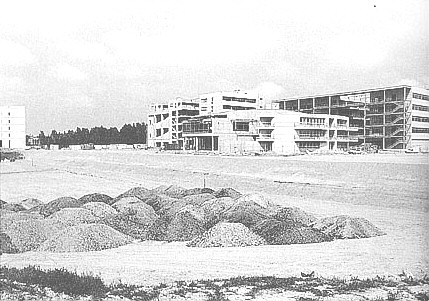
Les bâtiments universitaires en construction en 1992.

La création de ce campus et du quartier, initiée par Raymond Dugrand, dans le prolongement d'Antigone, a donné lieu à de nombreuses problématiques dès le début de sa construction. En effet, le site de Richter abritait autrefois un complexe sportif qui, avant son déménagement vers La Paillade, était régulièrement inondé par les crues du Lez. De plus, le conflit entre le maire de Montpellier, Georges Frêche, initiateur du projet urbain et le président de l'Université Montpellier 1, Yves Loubatières, a donné lieu à de très longues contestations et oppositions de ce dernier qui souhaitait maintenir l'ensemble du pôle d'enseignement du droit-sciences économiques en centre-ville,.
La faculté de Droit ayant refusé de déménager sur les lieux, seules les UFR de Sciences économiques, d'AES, l'ISEM ainsi qu'un restaurant universitaire sont finalement construits en 1993. En 1999, c'est la bibliothèque universitaire qui est ouverte au bord de la place Christophe-Colomb.
Le quartier est réellement terminé en 2006 avec l'inauguration du bâtiment B et de l'immeuble « Étoile de Richter », qui forme l'angle Nord-Ouest de la Place Enerst Granier.
En 2014, le quartier a été choisi afin d'implanter l'une des douze audacieuses innovations du XXIe siècle par la ville de Montpellier,.
Le projet choisi est réalisé par l'architecte japonais Sou Fujimoto et l'immeuble porte le nom de « L'Arbre Blanc ». Le bâtiment est d'une hauteur de 55,30 mètres pour 17 étages. Dans sa finalité, il abritera une galerie d'art contemporaine en rez-de-chaussée et un bar panoramique en son sommet.

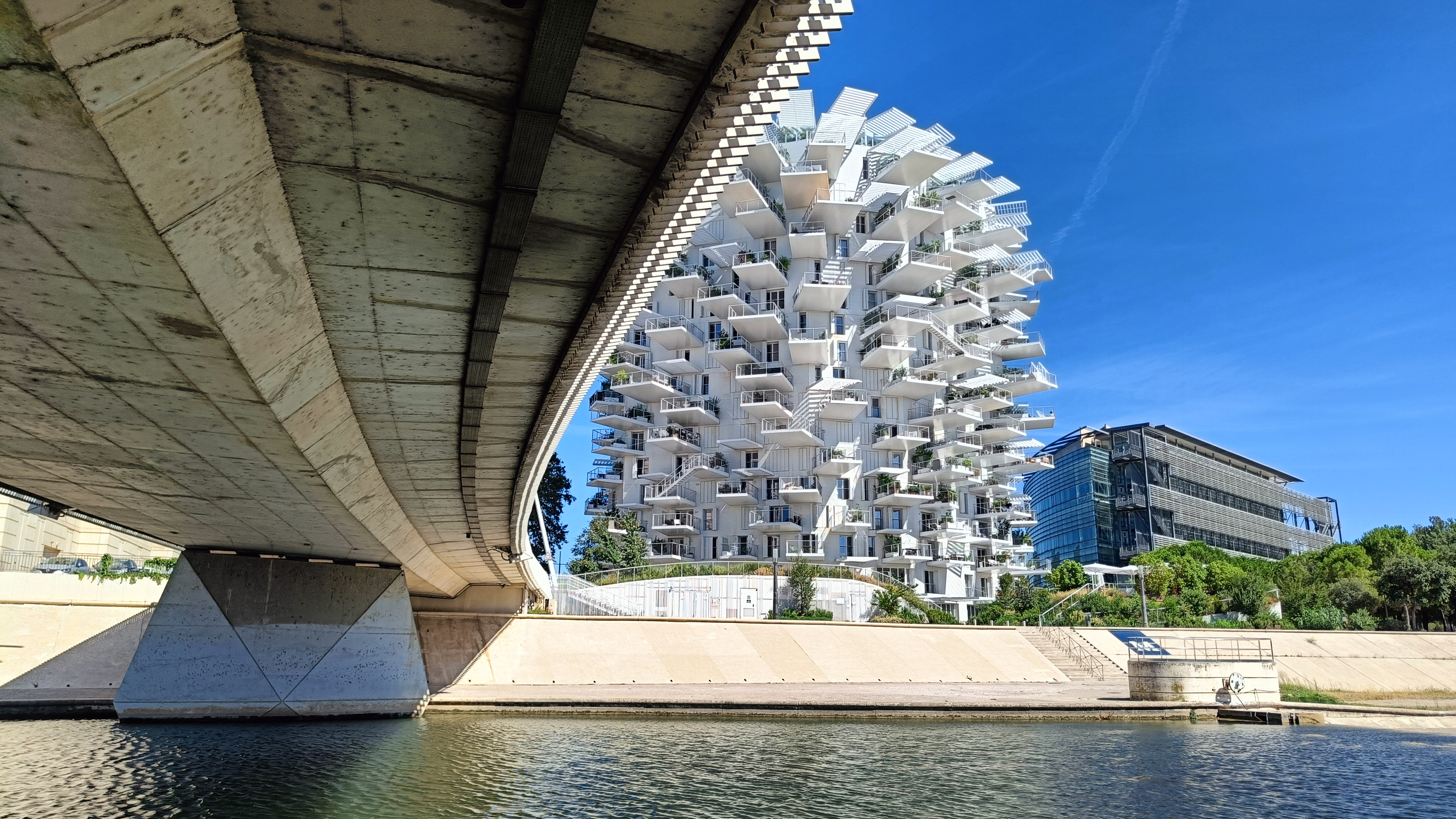
L'Arbre Blanc et le Lez à Montpellier.

## Géographie

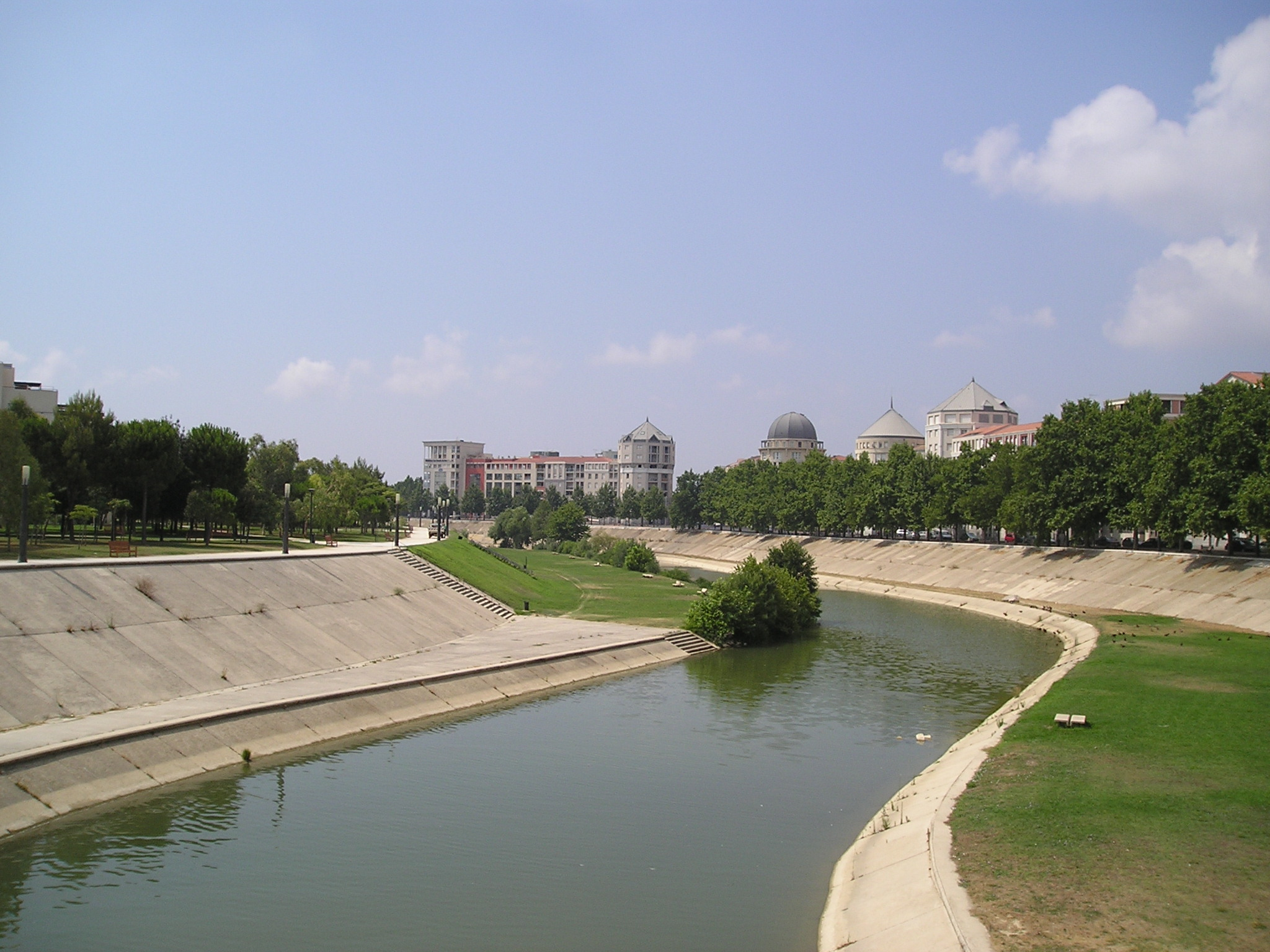
Le Lez en bordure du quartier.

L'ensemble du quartier est répartie sur une superficie de douze hectares où 1 636 logements ont été implantés,.

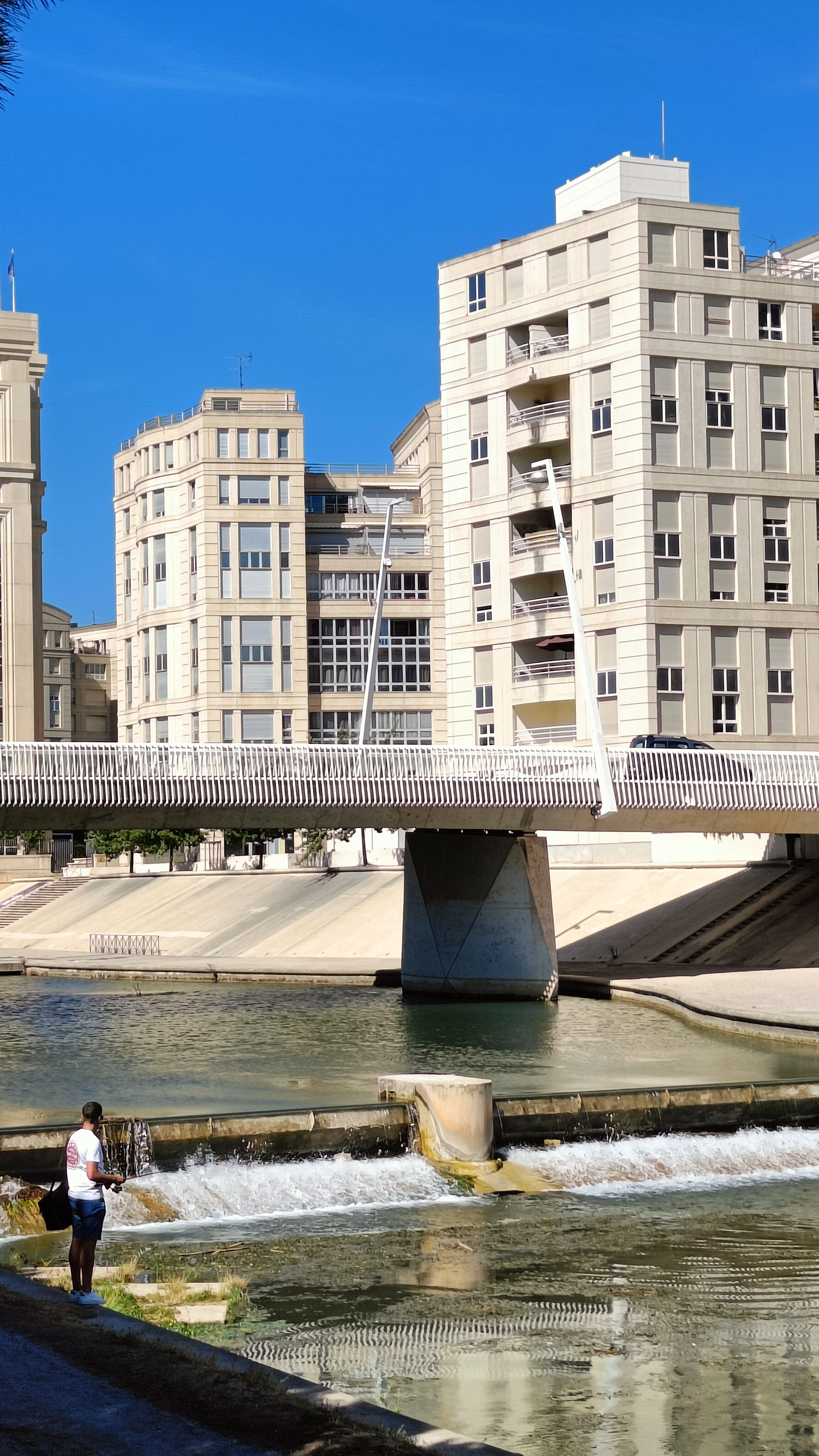
Pêcheur dans le Lez.

Il est délimité par les voies suivantes :
- « Avenue Raymond Dugrand », communément appelée « Avenue de la Mer »[18] à l'est (entre la place Christophe-Colomb et le rond-point Ernest-Granier) ;
- Le fleuve du Lez à l'ouest ;
- « Avenue Marie de Montpellier » au sud.

La composition de ce quartier est caractérisée par la présence d'un grand équipement public universitaire avec sa bibliothèque, conçu par Hélène Martinez, architecte pour l'agence René Dottelonde, qui a remporté le concours au début de l'année 1992 pour ce chantier de 110 millions de francs (soit 22 millions €) pour 15 000 m2 de plancher. Bien que le béton soit omniprésent, un parc de 26 500 m2 a été aménagé dès 1994, en bordure du Lez.
L'agence d'Adrien Fainsilber a développé le concept urbain et architectural de la ZAC Port Marianne-Richter. En 2000, il conçoit, avec l'architecte Jérôme Rio, sur une surface de 12 700 m2, un immeuble de bureaux et commerces au rez-de-chaussée : l’Étoile Richter,.

### Accès
L'ensemble des habitats et institutions sont adaptés pour les personnes à mobilité réduite. Le quartier est accessible en voiture et par les transports urbains des tramways et bus.
- En venant par l'autoroute A9 (dite La Languedocienne), prendre la sortie  29 Montpellier Est : Montpellier-Centre, Millénaire[26]. À la sortie du « rond-point du Zénith », parcourir 2,1 km sur l'« avenue Pierre Mendès France », prendre la bretelle à droite, direction « Faculté - Hôtel de Région »[27], parcourir 400 m dans la « rue Henri Péquet », jusqu'au feux de circulation et tourner à gauche (sous le pont) sur l'« avenue de la Pompignane » pour y parcourir 450 m et arriver à la « place Christophe Colomb », communément appelé rond-point de Richter[28].
- À la station « Port Marianne » avec les lignes de tramways 1 et 3.
- À la station « Rives du Lez », puis en traversant le Lez par la passerelle des Barons de Caravettes, avec les lignes de tramways 1, 3 et 4.
- À l'arrêt « Saint-Michel », avec les lignes 9 et 16 des autobus de Montpellier, situé à proximité de la « place Christophe Colomb » sur l'« avenue de la Pompignane ».
- Une station de Vélomagg' est implantée au milieu des facultés. (43° 36′ 12,03″ N, 3° 53′ 56,71″ E)
- Un espace de location de véhicules Modulauto est situé à proximité de la station du tramway « Port Marianne »[29]. (43° 36′ 05,78″ N, 3° 54′ 01,83″ E)

## Composition actuelle

Plan d'accès des bâtiments sur le campus.

En 2007, près de 4 500 étudiants de l'Université Montpellier 1 (qui fusionne avec l'université de Montpellier en 2015) ont leurs enseignements sur le campus de Richter. Le campus est composé de six bâtiments, les cinq premiers appartiennent à l'université de Montpellier, le dernier appartient au CROUS :
- Le bâtiment  abrite la bibliothèque universitaire ou BU Richter[30]. (43° 36′ 18,13″ N, 3° 53′ 55,28″ E)
- Le bâtiment  abrite :
  - dans sa partie principale : Montpellier Management dit "MoMa" (ex-Institut des sciences de l'entreprise et du management)[27], l'IPAG[31] et la Direction du Système d’Information et du Numérique[32] (DSIN) qui est le service informatique de l'université de Montpellier ;
  - dans sa partie secondaire : La Maison des étudiants « Aimé Schoenig »[33], une antenne du SUAPS[34] (Service des Sports) et une antenne du SCMPPS[35] (Médecine préventive).
- Le bâtiment  abrite la Faculté (UFR) d'Économie ;
- Le bâtiment  abrite MoMa[27] (ex-AES, licence d'administration économique et sociale) ;
- Le bâtiment  abrite DIDERIS (le service de formation continue de l'Université) et le Service des relations internationales ;
- Le bâtiment  abrite une cafétéria et un restaurant universitaire gérés par le CROUS[36].

D'autres bâtiments abritent des instances administratives :
- Un Institut national spécialisé d'études territoriales[37] (INSET) avec le repère  ;
- L'École nationale de la concurrence, consommation et répression des fraudes (ENCCRF, école de la DGCCRF) ;
- Le Centre communal d'action sociale de la mairie de Montpellier ;
- Le siège de la Société d'équipement de la région de Montpellier (SERM) appartenant à la Montpellier Agglomération (immeuble Étoile de Richter)[38] ;
- la Maison de la péninsule Ibérique et de l'Occitanie.

Le reste du quartier est composé de d'officines administratives, commerciales et d'habitats :
- des logements étudiants gérés par le CROUS de Montpellier ;
- des logements sociaux gérés par les HLM de l'Hérault ;
- des logements privés.

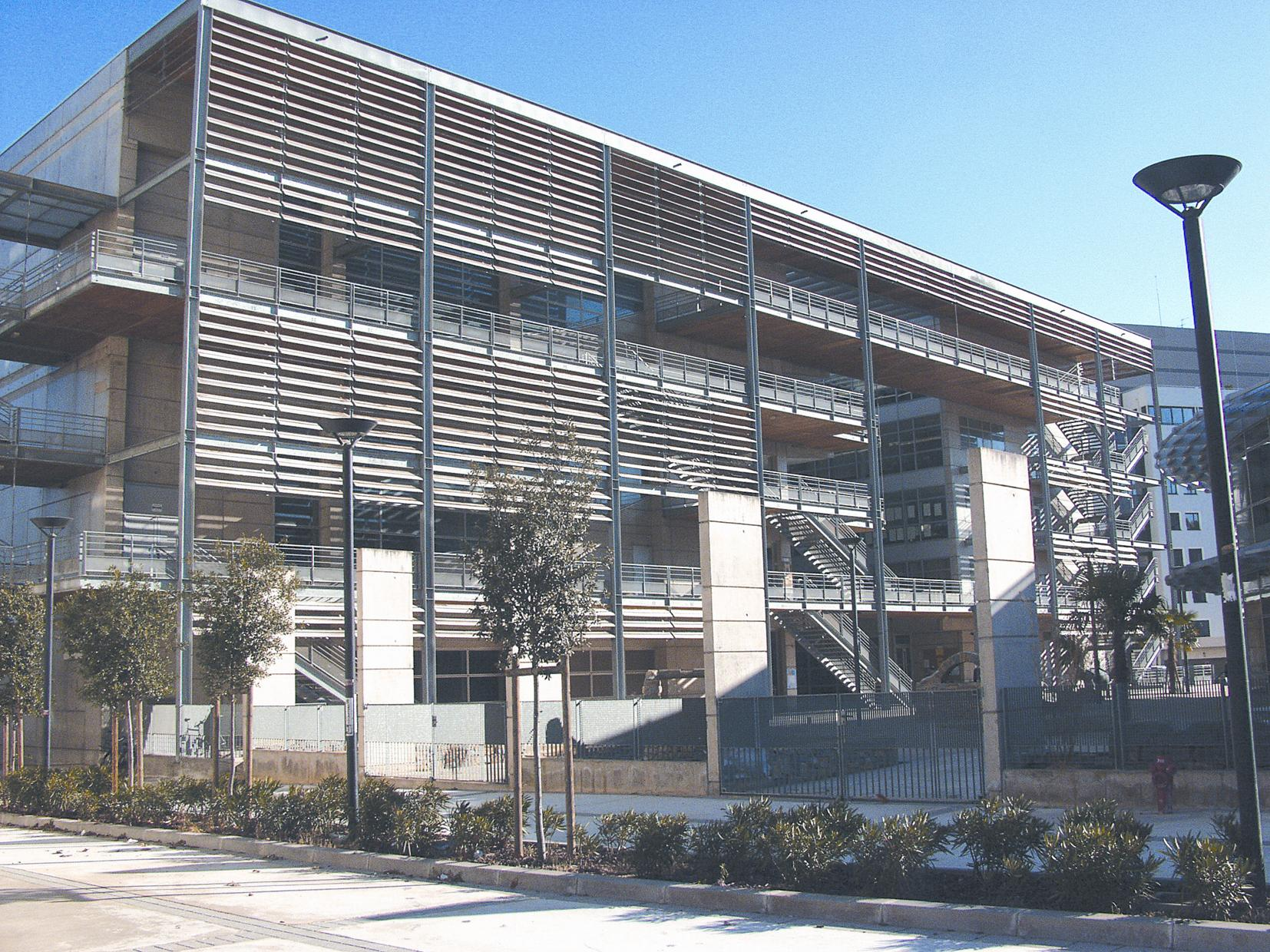
L'Unité de formation et de recherche (UFR) AES (bâtiment D).
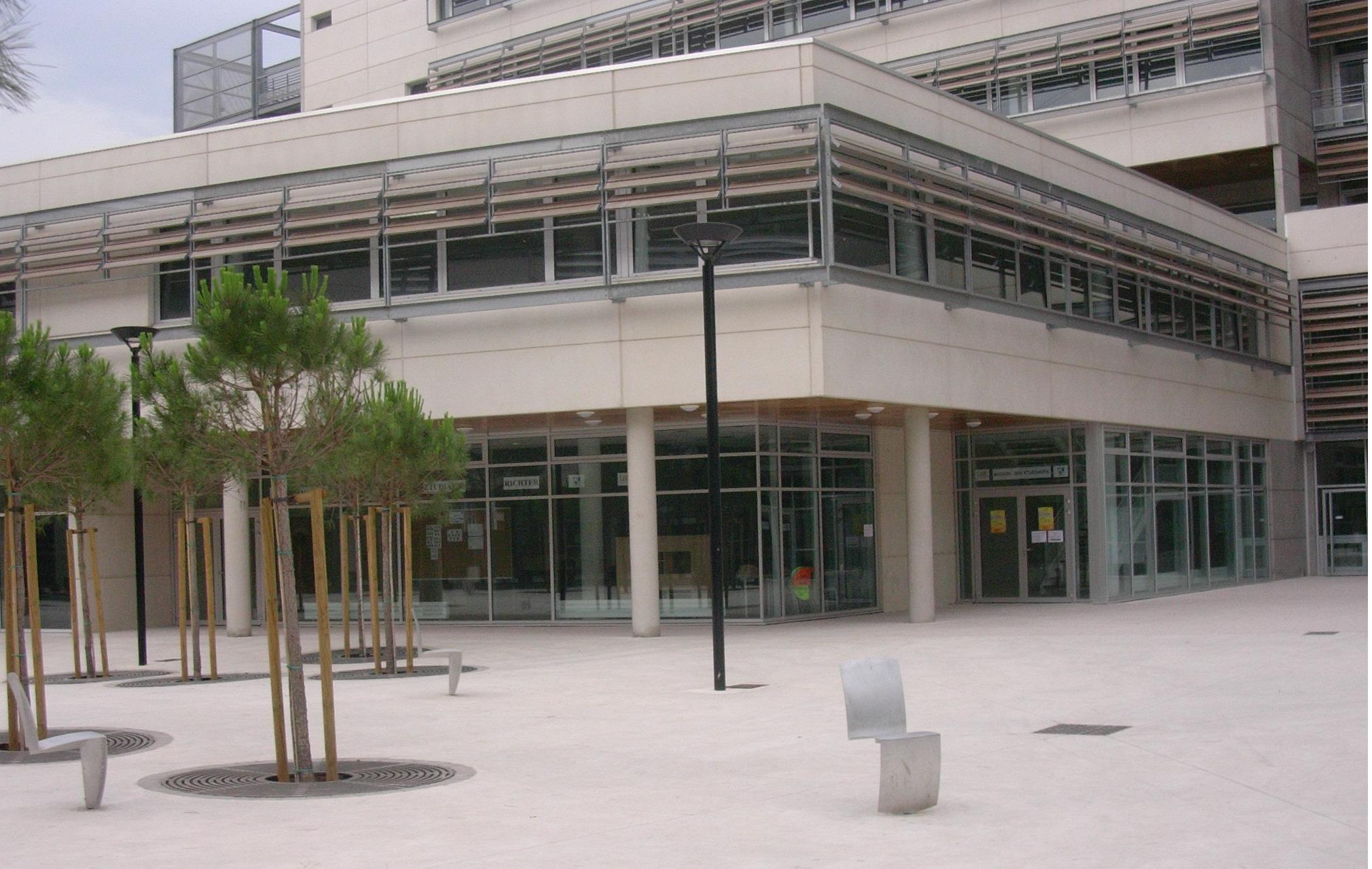
La maison des étudiants Aimé Schoenig (bâtiment B).
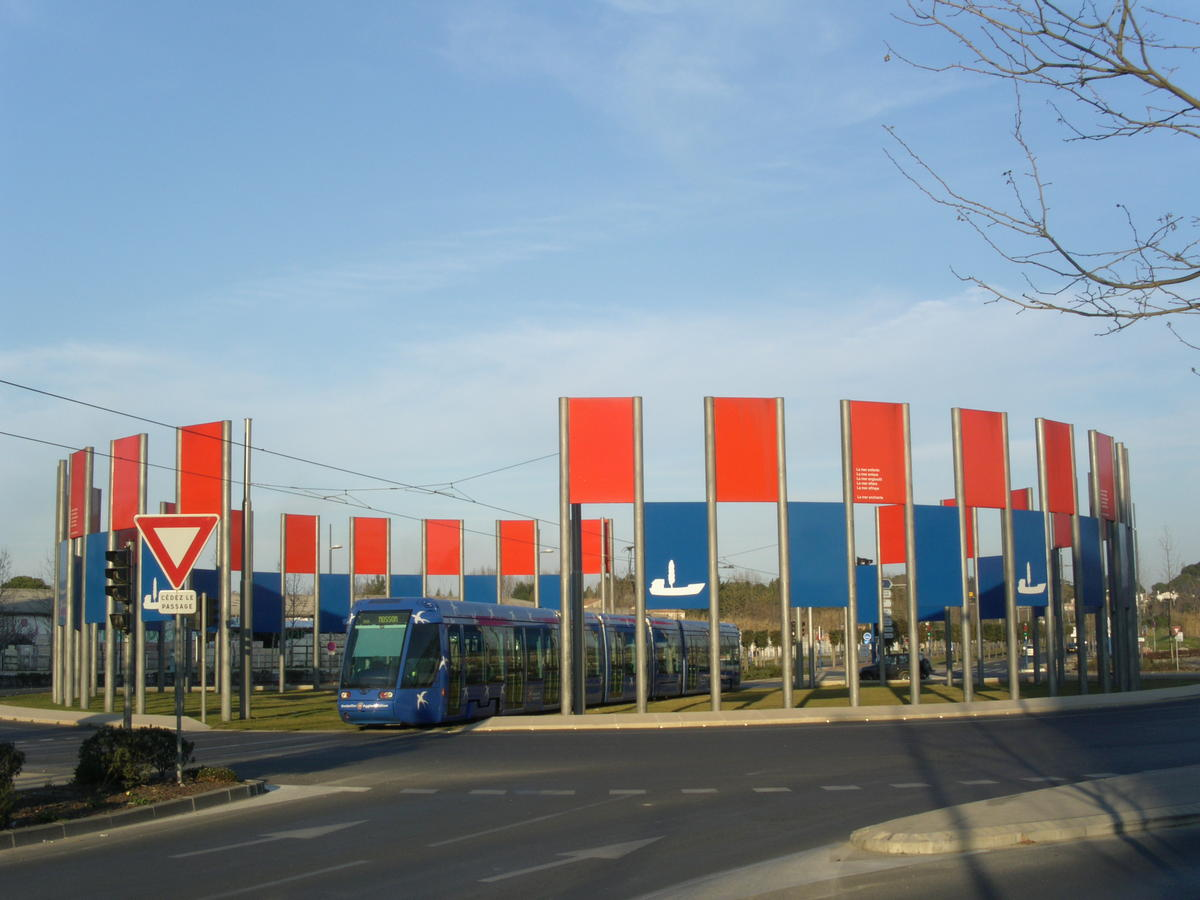
L'œuvre de Ludger Gerdes sur la place Ernest Granier.

## Hydrologie
De par la présence du fleuve du Lez à proximité du quartier, le lieu a été soumis, dans l'histoire, à de forts épisodes cévenols avant le réaménagement des berges. Un couloir d'évacuation des eaux est défini en zone inondable de moindres risques sur l'« avenue de la Pompignane », en amont de l'« avenue Raymond Dugrand » (qui borde le quartier) dans le plan d'exposition aux risques naturels d'inondation (PERI) du 21 octobre 1988. Dans le cadre des définitions des territoires à risques importants d’inondations (TRI), une cartographie des surfaces a été estimée suivant trois scénarios (fréquent, moyen et extrême) pour les débordements du cours d’eau.
Le 19 septembre 2000, des trombes d'eau s’abattent sur la ville, vers 15 h, une tornade est aperçue par de nombreux habitants. Place des Patriotes, deux grues s'effondrent sur le chantier de la résidence Les Alizés, dont une de 35 mètres de haut pesant 7 tonnes. Les pompiers et le SAMU sont retardés par l'état des routes où un niveau d'eau atteint par endroits 50 cm. Le conducteur de travaux, le chef de chantier et l'ingénieur sont tués et plusieurs ouvriers blessés. La chute de la plus grosse grue est fortement ressentie à 50 mètres de là par les usagers du tramway qui traversait le Pont Zuccarelli. 700 mètres plus loin, à la jonction entre le quartier Richter et le quartier Antigone, une troisième grue s'effondre sur le chantier de la résidence Le Parnasse.
Cette tornade est une trombe marine qui a pris naissance en mer, à proximité de la cathédrale Saint-Pierre-et-Saint-Paul de Villeneuve-lès-Maguelone avant de rentrer dans les terres, son intensité la classe à l'échelon EF2 sur l'échelle de Fujita, avec des vents compris entre 175 et 220 km/h.
Avec une anthropisation très importante des aménagements à hauteur du campus de Richter et de son voisinage (Quartiers d'Antigone, de Port Marianne et de la commune de Lattes), le préfet de l’Hérault a engagé, en 2007, une expertise afin d'établir une estimation sur la problématique des débits centennaux du fleuve. Mené sous l’égide du CETE Méditerranée, le rapport a conclu que le débit centennal serait de l’ordre de 600 à 700 m3/s en amont de la zone urbaine et de 800 à 900 m3/s pour la commune de Lattes sans pouvoir conclure définitivement de l'interprétation et/ou conséquences de ces crues cévenole.